# Pag (město)

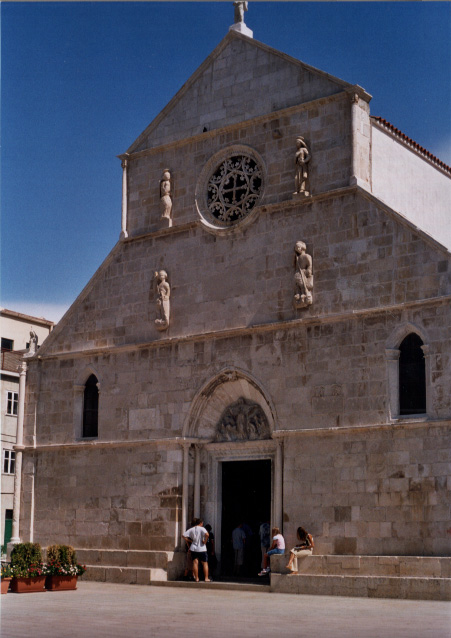
Kostel Nanebevzetí Panny Marie v Pagu

Pag je město na stejnojmenném ostrově v Zadarské župě v Chorvatsku.

## Obyvatelstvo
Ve vlastním městě v roce 2011 žilo 2849 obyvatel. Kromě vlastního města k němu administrativně náleží dalších 10 sídel: Bošana, Dinjiška, Gorica, Košljun, Miškovići, Smokvica, Stara Vas, Šimuni, Vlašići a Vrčići. V celé této opčině pak žilo 3 846 obyvatel.
Město Pag navázalo v roce 2011 partnerské kontakty se Slavkovem u Brna, které byly potvrzeny smlouvou v roce 2014.

## Historie
Ve starověku obýval ostrov ilyrský kmen Liburnů, později podrobených Římany. Hlavním sídlem byla tehdy Cissa (dnešní Caska) při severozápadním konci Pažské zátoky. Toto město zaniklo někdy ve 4. století n. l., kdy po zemětřesení kleslo pod vodu. Později se centrum osídlení přesunulo do střední části ostrova, dnešní lokality Stari grad. Toto sídlo, zvané Pagus (latinsky „vesnice“), leželo o něco stranou od města dnešního. Poprvé se připomíná roku 976, kdy je chorvatský král Štěpán Držislav dobyl na Byzantincích. Roku 1244 uherský a chorvatský král Béla IV. povýšil Pag na královské město. Další městská práva potvrdil Pagu král Ludvík I. Veliký roku 1376. Dlouholetá rivalita měst Pagu a Zadru skončila těžkou vojenskou porážkou pažských a zpustošením města v roce 1394. Roku 1403 byla okolní část Dalmácie včetně Pagu prodána Benátkám.
Důležitým faktorem pro rozvoj města i velké části ostrova Pag, byla těžba mořské soli. Jižní část pažské zátoky je jako stvořena pro tvorbu odpařovacích nádrží - je zde mělké moře, usazeniny jsou nepropustné a je tady malý pohyb mořské hladiny. Tyto faktory způsobily rozvoj výroby soli již v raném středověku. Díky tomuto "bílému zlatu" Pag dosáhl velkého vlivu a bohatství. Dnes se v odpařovacích nádržích produkuje již jen malá část produkce pažského solivaru, většina soli se dnes vyrábí moderními metodami zahřívání. Pažskou sůl koupíte v každém obchodě na ostrově, od 250 g do 10 kg, hrubou i jemnou.

V období rostoucí turecké hrozby se místní obyvatelé rozhodli přesunout město na nové místo, vzdálené asi 3 km severněji. Tak začala 18. května 1443 výstavba dnešního města, na jehož projektování se podílel nejvýznamnější soudobý chorvatský stavitel Juraj Dalmatinac. Díky tomu je Pag jedním z mála plánovitě navržených měst v Dalmácii. Pozdně gotické a renesanční stavby a síť pravidelných uliček dnes lákají velké množství turistů. Pozůstatkem starého města je kostel sv. Marie, od něhož se každým rokem 15. srpna koná pouť do kostela Nanebevzetí Panny Marie v novém Pagu.
Na přelomu 19. a 20. století čítalo město 4 700 obyvatel, ale tento počet se záhy začal snižovat, k čemuž přispěla i plíseň, která zničila vinice v roce 1905. Mnoho lidí emigrovalo do zámoří.

## Kultura a umění
Pro město Pag je typická pažská krajka, která byla prohlášena za chráněnou kulturní památku a zapsána do seznamu nehmotného dědictví UNESCO. Tradice její výroby sahá až do 16. století. Největší slávy pažská krajka dosáhla ve druhé polovině 19. století, kdy si ji velmi oblíbila rakouská šlechta a také sama císařovna Sisi.